# Notarthrinus binghami
Notarthrinus binghami is een vlinder uit de familie van de Lycaenidae. De wetenschappelijke naam van de soort is voor het eerst geldig gepubliceerd in 1908 door Chapman.